# Deokcheon-dong
Deokcheon-dong (koreanska: 덕천동) är en stadsdel i staden Busan i den sydöstra delen av Sydkorea, 300 km sydost om huvudstaden Seoul. Den ligger i stadsdstriktet Buk-gu.

## Indelning
Administrativt är Deokcheon-dong indelat i:
| Namn    | Namn                  | Yta km² | Invånare 31 dec 2019 |
| ------- | --------------------- | ------- | -------------------- |
| 덕천1동 | Deokcheon 1(il)-dong  | 1,44    | 13 604               |
| 덕천2동 | Deokcheon 2(i)-dong   | 2,32    | 12 758               |
| 덕천3동 | Deokcheon 3(sam)-dong | 0,95    | 11 494               |